# Lukáš Vojáček

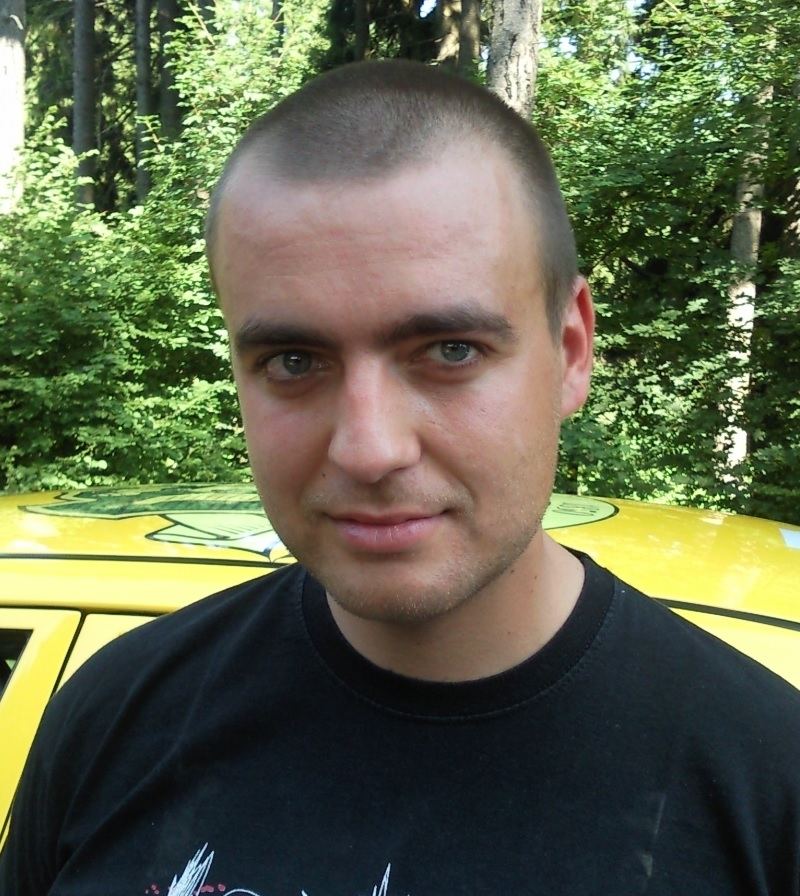
Lukáš Vojáček 2013

Lukáš Vojáček (* 5. November 1987) ist ein tschechischer Bergrennfahrer.
Nach einer 1999 begonnenen Karriere im Kartsport fuhr er auf den 3. Platz in der tschechischen Gesamtwertung der nationalen Meisterschaft MR CR Cart. Ab 2002 fuhr er in einem Ford Fiesta bei lokalen Rundstreckenrennen. Nachgewiesen ist die Teilnahme an Bergrennen ab 2004. Hier bewegte er ausschließlich Tourenwagen, beispielsweise Opel Astra OPC, Ford Escort RS 2000 und Mitsubishi Lancer. 2013 fuhr er auf den dritten Gesamtrang der Europa-Bergmeisterschaft, die er 2018 auf einem Subaru Impreza WRX STi der Gruppe A gewann.
Lukáš Vojáček ist der Sohn des ebenfalls in der Europa-Bergmeisterschaft aktiven Petr Vojáček.